# Lessia Ievdokimova
Pour les articles homonymes, voir Makhno (homonymie).
Lessia Anatolievna Ievdokimova (en russe : Леся Анатольевна Евдокимова) (née Makhno le 4 septembre 1981 à Oblast de Poltava) est une ancienne joueuse de volley-ball russe. Elle mesure 1,82 m et jouait au poste de réceptionneuse-attaquante. Elle a totalisé 33 sélections en équipe de Russie. Elle a terminé sa carrière en 2013.

## Clubs
| Club          | De        | À         |
| ------------- | --------- | --------- |
| Rossy-MGSU    | 1998-1999 | 1998-1999 |
| Gazprom Rossy | 1999-2000 | 1999-2000 |
| Loutch-MGSU   | 2000-2001 | 2003-2004 |
| Dinamo Moscou | 2004-2005 | 2004-2005 |
| CSKA Moscou   | 2005-2006 | 2005-2006 |
| Dinamo Moscou | 2006-2007 | 2010-2011 |
| Dinamo Kazan  | 2011-2012 | 2012-2013 |

## Palmarès

### Équipe nationale
- Championnat du monde (1)
  - Vainqueur : 2010.

### Clubs
- Championnat de Russie
  - Vainqueur : 2007, 2009, 2012, 2013.
  - Finaliste : 2005, 2008, 2010, 2011.
- Coupe de Russie
  - Vainqueur : 2005, 2009, 2012.
  - Finaliste : 2007, 2008, 2011.